# Bolin
Bolin es un maestro tierra de una familia multicultural que se crio en las calles de la Ciudad República bajo la protección de su hermano mayor, Mako. Con el tiempo, él y su hermano formaron un equipo de Pro-Dominio, los Hurones de Fuego, que posteriormente incluiría a Korra. Después de que el Torneo Pro-Dominio terminara, Bolin se unió al Nuevo Equipo Avatar en un intento de disolver la organización anarquista, los Igualitarios.

## Historia

### Pasado
Cuando Bolin tenía seis años, perdió a sus padres a manos de un ladrón Maestro Fuego, dejando a Mako como su única familia. Para sobrevivir, Bolin era muy dependiente de su hermano, quien, como el mayor, asumió el papel de padre. Para generar algún tipo de ingreso, los hermanos se juntaron con la Tríada de la Triple Amenaza, aunque se mantuvo al margen de cualquier actividad ilegal. En algún momento, Bolin encontró un Hurón de Fuego cuando buscaba comida en la basura y decidió conservarlo. Él lo nombró Pabu, y pronto los dos se convirtieron en íntimos amigos, haciendo bromas constantes a Mako. Algún tiempo después, Bolin, junto con Mako y Hasook, formaron un equipo de Pro-Dominio llamado los Hurones de Fuego que compitieron en el Torneo de Pro-Dominio de Ciudad República.

### Conociendo al Avatar Korra
El primer encuentro de Bolin con Korra fue cuando la vio siendo amenazada por Toza por explorar el gimnasio de entrenamiento dentro de la Arena Pro-Dominio. Él le dijo a Toza que ella estaba con él y que estaban juntos, aunque Korra respondió que no de esa manera, pero el entrenador no prestó atención a esto, alegando que tenía trabajo que hacer. Él se presentó a ella y la invitó a quedarse para ver el partido en el que su equipo estaba compitiendo, para gran disgusto de Mako. Después de que su equipo derrotara a los Tigredillos, le preguntó a Korra que pensaba, y Korra le dijo que había sido magnífico, y que a pesar de que había estado inmersa en el arte del Control durante toda su vida, nunca había visto movimientos como los de Bolin. Él se vio confundido cuando Korra reveló que no solo era una Maestra Agua, sino que también era Maestra Tierra y Fuego. Al darse cuenta de que Korra era el Avatar, le enseñó unos cuantos movimientos básicos de Pro-Dominio en el arte de la Tierra Control.
Más tarde, el lugar de los Hurones de Fuego en el campeonato estaba en peligro cuando Hasook no se presentó para un partido. Korra se ofreció a tomar su lugar, forjando el nuevo equipo. En la tercera ronda de su partido contra los Osos Ornitorrincos, él y Mako fueron arrinconados mientras Korra era llevada a la zona tres. Sin embargo, después de que Korra lograra mantenerse y agotar a sus oponentes, Bolin y Mako se defendieron, finalmente ganando por nocaut y asegurándose un lugar en el torneo.

### Secuestro por Amon
A pesar de recibir una gran suma de dinero como premio por haber ganado el último partido de Pro-Dominio, los Hurones de Fuego estaban todavía cortos de los fondos que necesitan para entrar en el campeonato, después de haber agotado sus fondos al pagar por el uso de gimnasio y otras necesidades requeridas por un equipo de Pro-Dominio, incluyendo los gastos de víveres del Maestro Tierra del equipo. Bolin decidió utilizar a Pabu para ganar algo de dinero en la Estación Central de la Ciudad utilizando algunos trucos de circo que él le había enseñado, pero sus esfuerzos fueron inútiles. Decepcionado por el rendimiento general, se le acercó Shady Shin, quien le ofreció dinero a cambio de ayudar a la Tríada Triple Amenaza en su seguridad. Más tarde ese día, "Relámpago" Zolt, Shady Shin, algunos otros miembros de la tríada, y Bolin fueron capturados por igualitarios para ser exhibidos en la "Revelación". Allí, Bolin fue testigo de la capacidad de Amon para quitar el Control de un Maestro, utilizando los cautivos para mostrar esto. Cuando la Tierra Control de Bolin estaba a punto de ser eliminada permanentemente, Korra causó una explosión de vapor para cubrir a Mako cuando rescató a Bolin. Los hermanos escaparon del edificio, pero una vez fuera, ellos fueron interceptados por el Teniente de Amon. Después de que ambos fueron derrotados, Korra lanzó un ataque sorpresa contra el Teniente, incapacitándolo el tiempo suficiente como para llamar Naga. Bolin fue llevado en boca de Naga, muy a su disgusto.
Unos días más tarde, Bolin se presentó en el Templo Aire de la Isla para darle Korra una rosa y un pastel para darle las gracias por ayudarle a escapar de Amon. Al mismo tiempo, un mensajero de Tarrlok llegó con flores y una cesta de regalo grande que eclipsó el pequeño regalo de Bolin. Celoso, le preguntó a Korra si Tarrlok la estaba molestando, diciendo que podía "hablar con él". Divertida por su sugerencia, Korra refutó sus afirmaciones, declarando que Tarrlok era solo un "hombre viejo", que calmó considerablemente su mente.
Él asistió a una gala ofrecida por Tarrlok en honor de Korra en el Ayuntamiento, donde le dijo con emoción la noticia de que Hiroshi Sato patrocinaría a los Hurones de Fuego.

### Interés amoroso
Antes del Torneo de Pro-Dominio, Bolin intentó acercarse a Korra después de una práctica de entrenamiento. Estaban solos ya que Mako se había ido con Asami para una cita para almorzar. Sus avances fueron en vano, sin embargo, ya que Korra explicó que tenía que volver al Templo Aire de la Isla para su entrenamiento de Aire Control con Tenzin. De vuelta en casa, mientras le daba a Pabu un baño, Bolin le preguntó a su hermano lo que pensaba de Korra como novia. Sin embargo, Mako desaconsejo iniciar una relación, cuando vio que a Bolin le parecía extraño, Mako le explicó que había demasiado en juego y que no era aconsejable salir con una compañera de equipo.
Durante su primer partido, Bolin y los Hurones de Fuego, quienes estaban muy sincronizados, derrotaron a los Rabaroos en un corto plazo. Tras el partido, se acercó un poco deprimido a Korra, que acababa de ser rechazada por Mako, tranquilizándola con elogios, y le pidió que fuera con él en una cita; Korra, animada por su alabanza, y decidiendo que podría utilizar un poco de diversión, estuvo de acuerdo. Bolin llevó a Korra a Los Fideos de Algas de Narook, una tienda de fideos que sirve cocina típica de la Tribu Agua. Durante su cita, se encontraron con Tahno. Bolin explicó que él era un miembro de los reinantes campeones de Pro-Dominio de tres años: los Murciélagos-Lobo de Cascadas Blancas, y aconsejó a Korra que no lo confrontara. Korra ignoró su consejo y fulminó Tanho con la mirada, lo que dio lugar a su planteamiento. Una vez en la mesa, él habló basuras de los Hurones de Fuego, y casi tuvo éxito en conseguir que Korra lo golpeara. Antes de que las cosas podrían salirse de control, Bolin le advirtió que la lucha contra Tahno daría lugar a la descalificación de los Hurones de Fuego del torneo. Korra entonces llamó a Naga, quien le gruñó al Maestro Agua de los Murciélagos-Lobo, sorprendiéndolo. Bolin nunca había visto a Tahno asustarse, y al ver la reacción de Korra ante la situación la declaró como "única en su especie". Poco después, la pareja compartió una bebida en un bar. Bolin accidentalmente eructó y se avergonzó un poco, pero estaba contento cuando Korra lo imitó. Esto llevó a una competencia eructos, que continuó hasta estallar en carcajadas. Posteriormente, fueron a la Torre Armonía, desde la cual veían varios lugares de Ciudad República.
En los cuartos de final del Torneo Pro-Dominio contra los jabalí-puercoespines, el equipo tuvo dificultades. Bolin se dio cuenta de que Mako y Korra estaban claramente fuera de sincronización, e intensificó sus ataques al ver esto. Él llevó al equipo a una crítica victoria de segunda ronda para mantenerse con vida después de una derrota en primera ronda. Cuando la tercera ronda terminó en un empate, Mako dio un paso adelante para luchar por el desempate, pero fue detenido por Bolin, quien, al comentar que Mako no tenía su cabeza "en el juego", se ofreció para ocupar su lugar. Él derrotó con éxito al Maestro Tierra del equipo rival, Chung, ganando el partido para los Hurones de Fuego, y mostró sus habilidades superiores como Maestro Tierra.
Esa noche, Bolin fue a entregar un gran ramo de flores a Korra, pero se sorprendió al verla con Mako besándose. La vista dejó devastado a Bolin, y se escapó de la arena llorando. Bolin fue al restaurante de Narook con Pabu, donde pasó la noche. A la mañana siguiente fue encontrado por Mako, que había ido a llevarlo a casa. Bolin se negó, afirmando Mako ya no era su hermano, sino que era un "hermano traidor" y Pabu ahora era el único que podía confiar. A pesar de sus protestas Mako lo levantó sobre sus hombros y lo llevó a casa mientras el Maestro Tierra siguió llorando y clamando que lo bajara.
Durante la semifinal, Bolin vomitó en el medio de la primera ronda después de que un disco de tierra fuera disparado en su estómago. Los Hurones de Fuego continuaron cayendo fuera de sincronía a medida que el partido avanzaba. Bolin fue eliminado del ring en la segunda y tercera ronda. En esta última, su hombro resultó gravemente herido por el Maestro Tierra oponente antes de que fuera lanzado fuera del ring, seguido por su hermano. Esto dejó a Korra para enfrentar al otro equipo por su cuenta. A la salida de la fosa, los hermanos se disculparon el uno al otro por permitir que sus intereses en Korra los dividiera. Entonces, pudieron ver el golpe de gracia del Avatar, lo que permitió al equipo avanzar a la final del torneo.
Una vez que estuvieron fuera del ring, Korra pidió disculpas por herir los sentimientos de Bolin, mientras ella curaba el hombro de Bolin, y él la perdonó, reafirmando su amistad cuando Korra le dijo que él era también único en su especie.

### El campeonato
Bolin y su equipo estaban preparándose para el partido final cuando oyeron a Amon interrumpir una emisión de radio. El líder igualitario hizo una solicitud al Consejo de la República Unida para cerrar la Arena Pro-Dominio o se enfrentarían a "consecuencias graves". El equipo viajó en Naga al Ayuntamiento, con la esperanza de disuadir al Consejo del cierre de la Arena, pero en el momento en que llegamos, el Consejo ya había acordado por unanimidad cerrarla, para su gran decepción. Afortunadamente, Lin Beifong entró en la reunión justo antes de Tarrlok oficializara la decisión final. Ella ofreció a la Policía de Metal Control para estar a cargo de los detalles de seguridad si el partido continuaba como estaba previsto. Esta oferta fue aceptada por Tarrlok y la mayoría del Consejo, que decidió permitir que el juego continúe, con gran entusiasmo de los Hurones.
Bolin vistió a Pabu con un uniforme en miniatura y lo llevó a la pista de la Arena para realizar trucos antes de que el partido comenzara. En un partido reñido pero polémico, los Hurones de Fuego perdieron por nocaut en el tercer asalto.
Después del knockout, los Igualitarios atacaron la Arena. Mediante el uso de los guantes electrificadas, desmayaron a varios miembros de la Policía. Bolin y los Hurones de Fuego se vieron electrocutados por el Teniente a través del uso de sus bastones electrificados kali y atándolos en un poste de madera que sostenía la Arena.
Bolin entonces vio a Pabu nadando en el agua, y le indicó que mordiera a través de la cuerda que sujetaba al equipo al poste. Después que Pabu los liberara, Bolin y Mako esperaron el regreso de Korra cuando fue tras Amon y los igualitarios. Lin ayudó al Avatar para que aterrizara segura, y los hermanos y ella se reunieron en un abrazo.

### Un nuevo hogar
Después del ataque en el campeonato, el estadio Pro-Dominio fue cerrado y Bolin y Mako se vieron obligados a abandonar su hogar. Aceptando la invitación de Asami, los hermanos se fueron a vivir a la Mansión Sato, con gran emoción del Maestro Tierra, afirmando que iba a vivir en "el lujo" desde ese momento. Después de Korra que rechazara la oferta de Asami para visitarlos al día siguiente, Bolin, manipulando las patas de Pabu y haciendo voz más aguda para que se pareciera a Pabu hablando, alentó al Avatar para tomar un descanso de la investigación igualitaria y visitarlos en la mansión, algo en lo que finalmente estuvo de acuerdo. Cuando Korra llegó a la mansión, el grupo estaba nadando en la piscina cubierta de la casa. Bolin procedió a mostrarle Korra las comodidades y lujos del lugar pidiéndole a un mayordomo que lo seque y a Pabu también. Él y el resto del grupo fueron invitados por Asami a ver la pista donde se probaban los nuevos Satomóviles.
Después de que Korra escuchara a Hiroshi hablando de un "golpe", su conexión con los igualitarios comenzó a sospecharse. Cuando la investigación eventualmente produjo suficiente evidencia sustancial para incriminar a Hiroshi, Lin, Tenzin, Korra, y algunos oficiales de la Policía, lo buscaron en la Finca Sato, que finalmente condujo al descubrimiento de un túnel que conducía a una fábrica secreta debajo de la Finca Sato. La jefa ordenó que Bolin, Mako, y Asami esperaran dentro de la habitación donde se encontró el túnel, bajo la mirada del Oficial Song. Sin embargo, cuando se oyó un estrepitoso sonido bajo tierra, Bolin y Mako engañaron al guardia y lograran dominarlo. Los hermanos luego dejaron allí a Asami y se abrieron paso por el túnel, colándose con éxito en la fábrica.
Una vez dentro, los dos descubrieron que Hiroshi había dejado a Korra, Tenzin, Lin, y los oficiales inconscientes. Bolin logró cargar a Tenzin sobre su espalda con el fin de salvarlo, pero él y su hermano fueron acorralados luego por Hiroshi, quien confirmó las acusaciones de que el apoyo de los Hurones de Fuego había sido una treta para ganar su confianza. Asami luego entró en la fábrica subterránea y se enfrentó a su padre, permitiendo que Bolin y los otros Maestros se salvaran. Los tres ayudaron a escapar a los demás de la finca Sato en un dirigible, pero se vieron obligados a dejar atrás a los oficiales de Lin.
Mientras que estaban en la aeronave, Korra clara las cosas con Mako, e invitó a sus amigos ahora sin hogar a vivir en Templo Aire de la Isla con ella y la familia de Tenzin.

### Formación del Equipo Avatar
Poco después de mudarse al Templo Aire de la Isla; Bolin, Mako, Asami, y Korra formaron el nombrado por Bolin Nuevo Equipo Avatar. Cuando decidieron patrullar la ciudad, el nuevo equipo intento subirse a Naga, pero ante su negativa, Asami sugirió utilizar su Satomóvil para patrullar la ciudad en busca de igualitarios. En su primera noche lucharon, derrotaron y capturaron a varios igualitarios, aunque parte del chi de Bolin fue bloqueado temporalmente. Tarrlok les advirtió que se mantuvieran fuera de su camino esa noche al ver que ni la Policía ni la Fuerza de Tarea del Maestro Agua había conseguido lo que el Equipo Avatar.
La noche siguiente volvieron a salir solo para descubrir a la Policía arrestando a inocentes que no eran Maestros. Cuando Mako trató de detener a la policía después de escuchar la orden del Concejal de arrestar a Asami, él y Bolin también fueron arrestados

### Escape de prisión
Después de ser arrestado por la policía, Mako y Bolin fueron enviados a una celda juntos. Mientras Bolin sufría la falta de privacidad al intentar orinar, Lin llegó para liberar a los hermanos, con el mensaje de que Korra había desaparecido. Cuando Bolin se dirigía a la salida, Lin cerró la cremallera de su pantalón, para extrema vergüenza del Maestro Tierra. Preocupados, los hermanos se unieron a ella, Tenzin y Asami en la búsqueda del Avatar.
Bajo la impresión de que Korra había sido secuestrada por los igualitarios, Bolin comentó que recordaba escuchar como si entraran en un túnel cuando fue secuestrado. Con esta información, Lin usó sus habilidades de sentido sísmico para descubrir un túnel subterráneo, no lejos del lugar donde Mako había visto a los igualitarios secuestrando a Bolin. Al aventurarse en la red de túneles, Asami le preguntó a Bolin si sabía si Mako tenía más que sentimientos de amistad por Korra. Alarmado por esta cuestión, Bolin intentó cubrir a su hermano, pero sus respuestas evasivas se descartaron rápidamente y se vio obligado a decir la verdad. En un intento por animar a Asami, dijo que el beso de Mako y Korra probablemente no significaba nada, y que él había sido capaz de superar también.
Cuando Lin atrapó dos bloqueadores chi momento más tarde, les ordenó a Bolin y Asami que hicieran guardia mientras el resto se aventuraba más abajo en la base de los anarquistas. Después de que su presencia fuera descubierta por otros revolucionarios, Bolin instó al grupo a subir a un vehículo similar a un tren para escapar. Los igualitarios empezaron a perseguirlos, pero Bolin frustró su avance al colapsar el túnel con su Tierra Control, gritando triunfante en voz alta que trataran de "bloquear el chi de esto", y escapó junto con los demás a través de una salida improvisada.
Pronto volvió al Ayuntamiento en un intento de exponer a Tarrlok por el secuestro de Korra. Sin embargo, antes de que nadie pudiera emprender cualquier acción, ellos fueron incapacitados por la Sangre Control de Tarrlok. Mientras recuperaba la conciencia, Bolin pensó que había sido un sueño, pero Asami señaló que eso en realidad había sucedido. Más tarde esa noche, vio a Mako llevando a Korra sobre Oogi después de que hubieran encontrado a Naga vagando por la ciudad con Korra montada en su espalda.

### Ataque en Ciudad República
A la mañana siguiente en el desayuno, cuando Korra dijo a todos acerca de lo que le había sucedido a Tarrlok, Bolin parecía visiblemente molesto por el reciente crecimiento de Amon en el poder y también se levio tomando algo del plato de comida del Avatar. Más tarde, cuando el Equipo Avatar dejó el Templo Aire de la Isla para combatir a los revolucionarios durante el ataque a Ciudad República, Bolin preguntó cómo iban a pagar la totalidad de las multas dejadas en coche de Asami, (ya que Korra lo había estrellado contra un poste de luz), a lo que Mako respondió quemando las multas de estacionamiento.
Una vez que el equipo llegó a la Jefatura de Policía, donde Tenzin había sido casi capturado por igualitarios, el equipo saltó del coche cuando Bolin hizo una rampa por debajo del vehículo con Tierra Control, enviándolo fuera de control a chocar contra un Meca Tanque. Después de liberar a Tenzin, se produjo entonces una lucha entre el Equipo Avatar y los igualitarios. Después de destruir los Meca Tanques, Tenzin, Bolin, y el resto del Equipo Avatar regresó rápidamente al Templo Aire de la Isla volando en Oogi después de ver que la isla estaba a punto de ser invadida por aeronaves enemigas. Una vez que el grupo llegó a la isla, fueron instruidos por Tenzin para huir y esconderse. Tan pronto como la familia de Tenzin voló sobre Oogi, el Equipo Avatar subió a Naga y se dirigió hacia las aguas que rodean la isla. En su camino, sin embargo, Bolin observó que el Teniente estaba tratando de atacarlos desde un punto de vista más alto llamándolo "Señor del Bigote". Naga saltó y de un sarpazo mandó al Teniente a volar por el aire y aterrizar contra unos árboles. Una vez que el equipo llegó a la orilla del agua, Naga, que seguía llevando los cuatro miembros del equipo, saltó al agua y empezó a nadar hacia la ciudad mientras Korra hacía una burbuja de aire alrededor de ellos con Agua Control. Luego llegaron a una de las líneas de alcantarillado de la ciudad, donde Bolin y sus amigos, mirando el ahora ocupado por igualitarios Templo Aire de la Isla.

### Destrucción del aeródromo
Pocos días después de escapar del templo, Bolin y el resto del Equipo Avatar se escondieron bajo tierra con Gommu. A medida que el vagabundo estaba repartiendo comida, Bolin le dijo que la comida era el mejor guiso de calle que había probado. Más tarde, cuando la flota de acorazados del General Iroh de las Fuerzas Unidas llegó al puerto de Ciudad República y de inmediato ser emboscado por biplanos igualitarios, Bolin preguntó retóricamente cómo Hiroshi había encontrado el tiempo para inventar más máquinas "malignas".
Después de que la flota fuera destruida y el General Iroh fuera rescatado por Korra; Bolin y el resto del equipo volvió a pedir la ayuda de Gommu, en esta ocasión para enviar un telegrama al Comandante Bumi, advirtiéndole que de no acercara su flota de barcos de guerra al puerto hasta que se hubieran ocupado del problema de los biplano. El grupo identificó la ubicación del campo de aviación igualitario en un mapa de Ciudad República, y Bolin, Iroh, y Asami decidieron que al amanecer iban a infiltrarse en las instalaciones, mientras que Korra y Mako optaron por ir tras Amon. Mientras cada uno de ellos se despidieron, Korra le dijo a Bolin que llevara a Naga a la pista de aterrizaje, y los dos se desearon, Bolin abrazó al Avatar antes de su partida. Él también se despidió de su hermano diciéndole que lo quería, cosa que también dijo Mako.
Al día siguiente, al llegar a las afueras del campo de aviación enemigo, Bolin le dijo a Naga y Pabu que esperaran a que volviera y que no los siguieran. Mientras Bolin, Iroh y Asami se acercaban a la base, fueron electrocutados por una valla invisible que rodeaba la zona. El grupo recuperó la conciencia en la cárcel, donde fueron visitados por Hiroshi Sato. El exempresario luego le dijo al grupo que había interceptado la comunicación del General Iroh a Bumi y que sabía exactamente donde estaba escondida su flota. Unos momentos después Hiroshi se fue y Iroh le preguntó si Bolin sabía como hacer Metal Control, a lo que el Maestro Tierra respondió negativamente. Momentos después, Naga y Pabu irrumpieron en la base del aeródromo y, utilizando su fuerza increíble, el perro oso polar destruyó las barras de hierro que contenían a Bolin, Iroh y Asami. Al ser liberado, Bolin comentó que no necesitaban Maestros Metal, ya que tenían a Naga. El grupo dejó la cárcel en un intento de interceptar el contraataque enemigo.
Bolin salió del hangar y utilizó su Tierra Control para destruir las pistas de aterrizaje, lo que impedía que cualquier biplano despegara. Mientras él hacía esto, sin embargo, tres Meca Tanques se le acercaron por detrás y lanzó cables metálicos hacia él. Sin embargo, antes de que los cables alcanzaran a Bolin, fueron interceptados por Naga, que los atrapó con la boca, y luego procedió a utilizarlos para arrastrar y destruir los Meca Tanques. Unos momentos más tarde, Bolin descubrió que Asami y su padre estaban participando en una batalla de Meca Tanques en el hangar; e intervino lanzando una avalancha de ataques de Tierra Control en el tanque de Hiroshi mientras lo llamaba a un "padre horrible". Bolin, Asami, y Naga luego capturaron al Igualitario.
Más tarde, después de Amon hubiera escapado de Ciudad República, Bolin estaba con el equipo en el Templo Aire de la Isla tratando de confortar a Korra al decir que por lo menos ella había hecho Aire Control con éxito, sin embargo, esto solo le valió una serie de miradas agrias de los otros, lo que le causó que se alejara silenciosamente.
Más tarde, Bolin estuvo presente en la Tribu Agua del Sur con sus amigos mientras Korra visitaba a Katara, quien estaba tratando de restaurar su Control. Después de que Katara no pudiera restaurar la conexión de Korra al agua, tierra y fuego, Bolin estaba visiblemente molesto. Poco después de huir, Korra tuvo un encuentro con el espíritu del Avatar Aang, quien le devolvió su Control, y le transfirió el conocimiento para hacer Energía Control a ella. Bolin, junto con todos los demás, se asombraron al ver el nuevo poder de Korra cuando restauraba la Tierra Control de Lin Beifong.

### Después de la Revolución
Seis meses después de la derrota de Amon y el fin de la Revolución Anti-Control, Bolin se convirtió en el nuevo capitán del equipo de los Hurones de Fuego, tras la salida de Mako y Korra del equipo. Se esforzó para motivar a sus nuevos compañeros. Poco después de la charla, los tres fueron derrotados rápidamente en una eliminatoria poco después de la campana inicial, que estableció un nuevo récord para el mejor golpe de gracia del Pro-Dominio de la historia.

## Personalidad
A pesar de su dura infancia en la calle, Bolin sigue siendo una persona relajada y alegre, en contraste con su hermano mayor, Mako. Él tiene un buen sentido del humor, pero sigue siendo un Maestro Tierra muy capaz. Él es también expresivo, ingenuo, de espíritu animado, entusiasta y muy cómodo en su propia piel. De acuerdo con Mako, que tiene un "don" para meterse en problemas. Él es típicamente un optimista y disfruta de la atención que recibe de sus fanes, aunque sea un novato en el mundo de las citas. Bolin dice que él es fuerte, divertido y hermoso. Él está en segundo lugar a Mako en todo, como la edad, el rango de combate y novias. Su personalidad de ingenuo e inmaduro se le atribuye a su pasado, ya que Mako trató de protegerlo de las duras realidades del mundo después de que sus padres murieron. A pesar de las diferencias entre la personalidad de Mako y sus propias acciones, Bolin tiene un estrecho vínculo con su hermano.
Al igual que su hermano mayor, Bolin es también protector de la gente que se preocupa, lo que hace que se comporte un poco más agresivo y violento. Un buen ejemplo de esto sería cuando él montó a Naga al rescate de Asami en el aeródromo, que muestra un ataque feroz y brutal de Tierra Control sobre Hiroshi Sato, que estaba a punto de matar a Asami con su Meca Tanque.

## Habilidades

### Tierra control
Como el Maestro Tierra en el Pro-Dominio, Bolin se ha convertido en muy experto en el arte de la Tierra Control. Él describe su estilo de Lucha como "ligero sobre sus pies", lo que le otorga una mayor capacidad de maniobra evasiva durante los partidos. Bolin también emplea el estilo de ataques de Pro-Dominio fuera de los partidos, como se hace evidente cuando envía bloques rectangulares al Teniente y luego se defendía con una pared de tierra.
Bolin también posee una puntería muy precisa, siendo capaz de dirigir un disco de tierra en el ángulo exacto para hacerlo rebotar en una barandilla y de lleno golpear a un jugador del equipo contrario. También puede disparar pequeños trozos de tierra en una sucesión rápida para acabar con una motocicleta a alta velocidad, lo que demuestra su capacidad de Tierra Control sin tocar el suelo en absoluto.

### Lava control
Bolin en la 3.ª temporada, en el penúltimo capítulo descubre que es un maestro lava al intentar huir de un gran ataque de un potente maestro lava y se ve forzado a liberar de una manera nunca antes vista su capacidad para hacer lava control, una supertécnica que solo unos cuantos personajes de la serie son capaces de hacer; en el último capítulo de la presente temporada (3.ª) se pudo observar como Bolin desarrollo aún más sus habilidades como maestro tierra-lava y dar una batalla épica entre él y su oponente, también maestro lava. La súper capacidad de Bolín para crear lava control es debido a los orígenes de sus padres, siendo su padre maestro tierra y su madre maestra fuego le dieron la posibilidad ser un maestro lava fusionando las dos técnicas de control de sus padres en él, haciendo de él un maestro lava, esta lava se produce por el aceleramiento de partículas de la tierra, lo cual hace que el material se funda y produzca lava.

## Otras habilidades
Bolin también tiene un poco de conocimiento de lucha libre y luchando como se muestra en su único partido de desempate contra el Maestro Tierra oponente de los Jabalí-Puercoespines de las Canteras Negras. Por otra parte, Bolin ha demostrado ser resistente al dolor, tal como fue visto en su semifinal de Pro-Dominio cuando recibió un golpe en el hombro derecho por un disco de la tierra, sin embargo, siguió luchando con un brazo hasta que fue eliminado del ring.
Además, es de conocerse que después de una muy grande frustración al saber que no es un maestro metal descubre bajo una muy fuerte presión que es un maestro lava, ya que estaba su vida y las de otros personajes incluyendo los de su hermano mako.
Además, se sabe que es capaz de comunicarse con su hurón, Pabu, golpeando sus dientes, lo que ayudó a salvar a su propio equipo de los Igualitarios cuando atacaron la Arena Pro-Dominio.